# 바실 레프스키

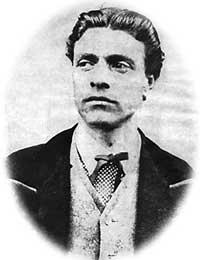
바실 레프스키

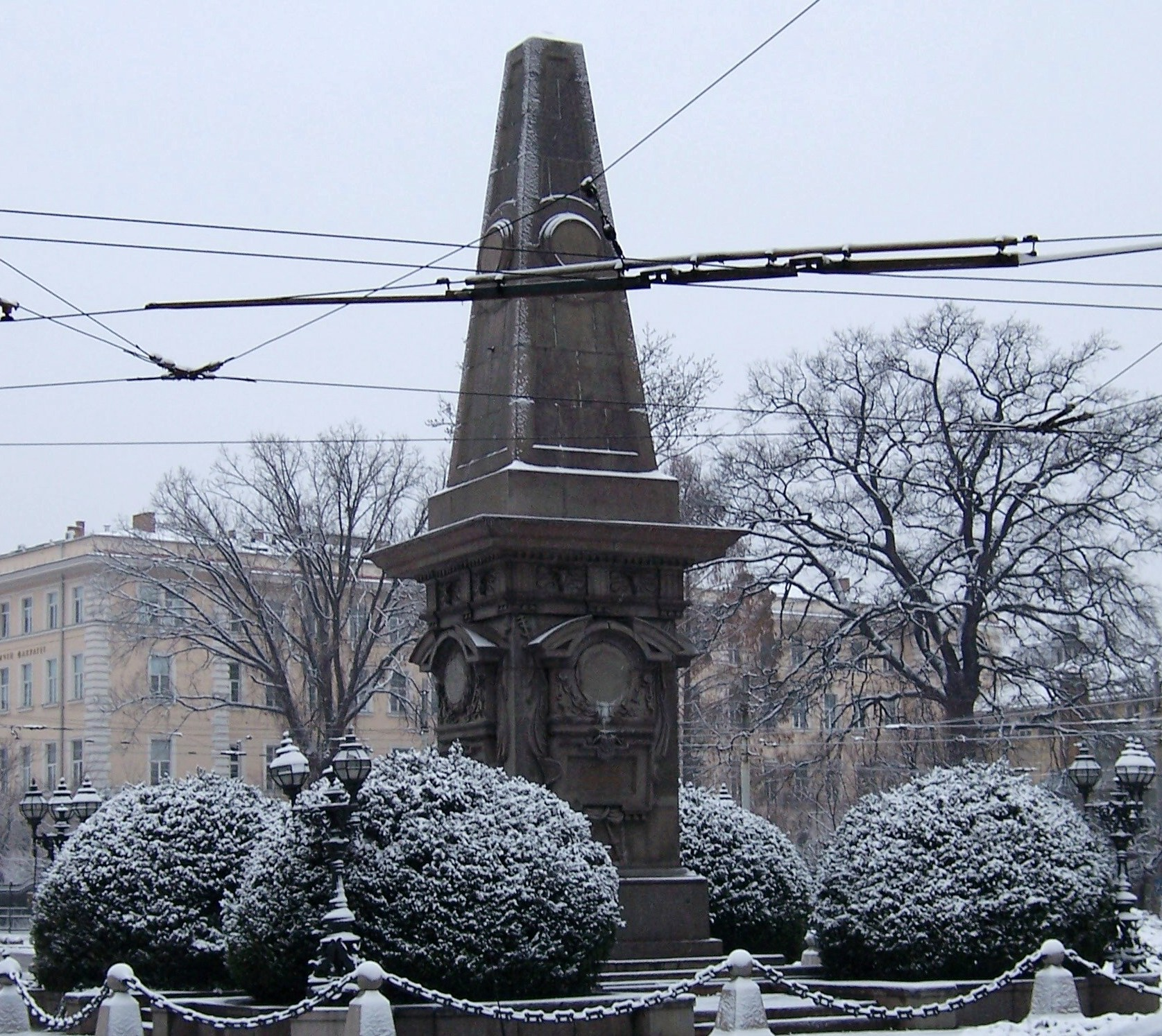
소피아에 있는 바실 레프스키 기념비

바실 레프스키(불가리아어: Васил Левски, 본명: 바실 이바노프 쿤체프(Васил Иванов Кунчев), 1837년 7월 18일 ~ 1873년 2월 18일)는 불가리아의 혁명가이자 국민적인 영웅으로 여겨지는 인물이다. 국영방송 BNT 1이 선정한 '위대한 불가리아인' 1위에 선정되었다.
오스만 제국의 지배를 받고 있던 불가리아의 해방 운동을 적극 주도했으며 내부 혁명 조직을 수립했다.

## 생애
1837년 7월 18일 카를로보의 중산층 가정에서 태어났다. 1858년 12월 7일에 소포트에 있는 동방 정교회 수도원에서 수사로 임명되었는데 종교상 이름은 이그나티(Игнатий)였다. 1859년에는 수도 보제(修道輔祭, 보제직을 겸한 수사)로 진급했고 비공식적으로는 "부제"(副祭, Дякона)라는 별명으로 부르기도 했다.
1862년 봄에는 세르비아 베오그라드로 이주했고 게오르기 스토이코프 라코프스키가 이끄는 제1차 불가리아인 사단에 지원자로 참가하게 된다. 이 때부터 그는 "레프스키"라는 별명으로 부르게 되었는데 레프스키는 불가리아어로 '사자 같은', '용맹한'이라는 뜻을 가진 단어였다.
1863년에 루마니아로 이주했고 1864년에는 부활절에 모든 종교 활동을 포기하게 된다. 1866년 11월에는 혁명가 파나요트 히토프, 필리프 토튜와 함께 루마니아 이아시를 방문한 자리에서 루마니아에 있는 불가리아인 공동체의 불가리아 침공과 오스만 제국의 지배에 저항하는 조직의 수립을 촉구했다. 1868년 겨울에는 부쿠레슈티에서 시인 흐리스토 보테프를 영접했고 1869년에는 작가 겸 언론인 류벤 카라벨로프와 함께 불가리아 혁명 중앙위원회(BRCK)를 수립했다.
1870년 로베치에서 내부 혁명 조직(VRO)을 수립하고 "불가리아 임시 정부"를 선포하는 한편 불가리아에 있는 여러 도시와 마을의 연락망 구축과 비밀 조직 수립을 주도하게 된다. 1872년 5월에는 불가리아 혁명 중앙위원회와 내부 혁명 조직을 확장시켰다. 1872년 12월 27일 로베치 근교에서 오스만 제국 당국에 의해 체포되었고 1873년 2월 18일 소피아에서 교수형당하게 된다.
그의 혁명 구상은 종교와 민족 평등주의를 중심으로 하는 불가리아 공화국이었으며 프랑스 혁명과 19세기 서유럽 사회에서 영감을 받은 자유주의 사상을 바탕으로 하고 있다. 불가리아의 축구 클럽 PFC 레프스키 소피아는 그의 이름에서 유래된 이름이며 소피아에는 그의 이름을 딴 바실 레프스키 국립 경기장이 들어서 있다.